# Poço das Antas
Poço das Antas est une ville brésilienne de la mésorégion métropolitaine de Porto Alegre, capitale de l'État du Rio Grande do Sul, faisant partie de la microrégion de Montenegro et située à 120 km au nord-ouest de Porto Alegre. Elle se situe à une latitude de 29° 27′ 02″ sud et à une longitude de 51° 40′ 11″ ouest, à 120 m d'altitude. Sa population était estimée à 1 976 en 2007, pour une superficie de 62 km2. L'accès s'y fait par les BR-453 et RS-419. Poço das Antas est située dans la vallée du rio Taquari.
Le toponyme vient du fait qu'il y avait autrefois énormément de tapirs (antas, plur., en portugais) dans l'endroit. Le lieu devait sans doute aussi compter avec un puits (poço).
La population de Poço das Antas est d'origine allemande, issue des immigrants allemands installés originellement dans la vallée du rio Caí.
L'économie de la commune est principalement axée sur le secteur primaire qui englobe 83,41 % des activités économiques. 88,9 % des exploitations ne dépassent pas 20 ha.
Les principales cultures sont l'acacia noir - pour la fabrication de charbon végétal, de bois et d'écorce pour les tanins -, l'eucalyptus, le maïs, la canne à sucre, la mangue, la figue, le kaki, le raisin, l'avocat, le concombre et les haricots. L'acacia est une monoculture sur la moitié du territoire de la municipalité. la production de pousses de fleurs est en développement.
L'élevage compte avec les poulets à viande et les porcs, et une petite production laitière. Des activités piscicole et mellifère sont en train de se mettre en place.

## Villes voisines
- Boa Vista do Sul
- Salvador do Sul
- Maratá
- Brochier
- Teutônia